# Pronolagus crassicaudatus
Pronolagus crassicaudatus là một loài động vật có vú trong họ Leporidae, bộ Thỏ. Loài này được I. Geoffroy mô tả năm 1832.